# 杜卡特山
42°25′31″N 22°23′26″E / 42.42528°N 22.39056°E

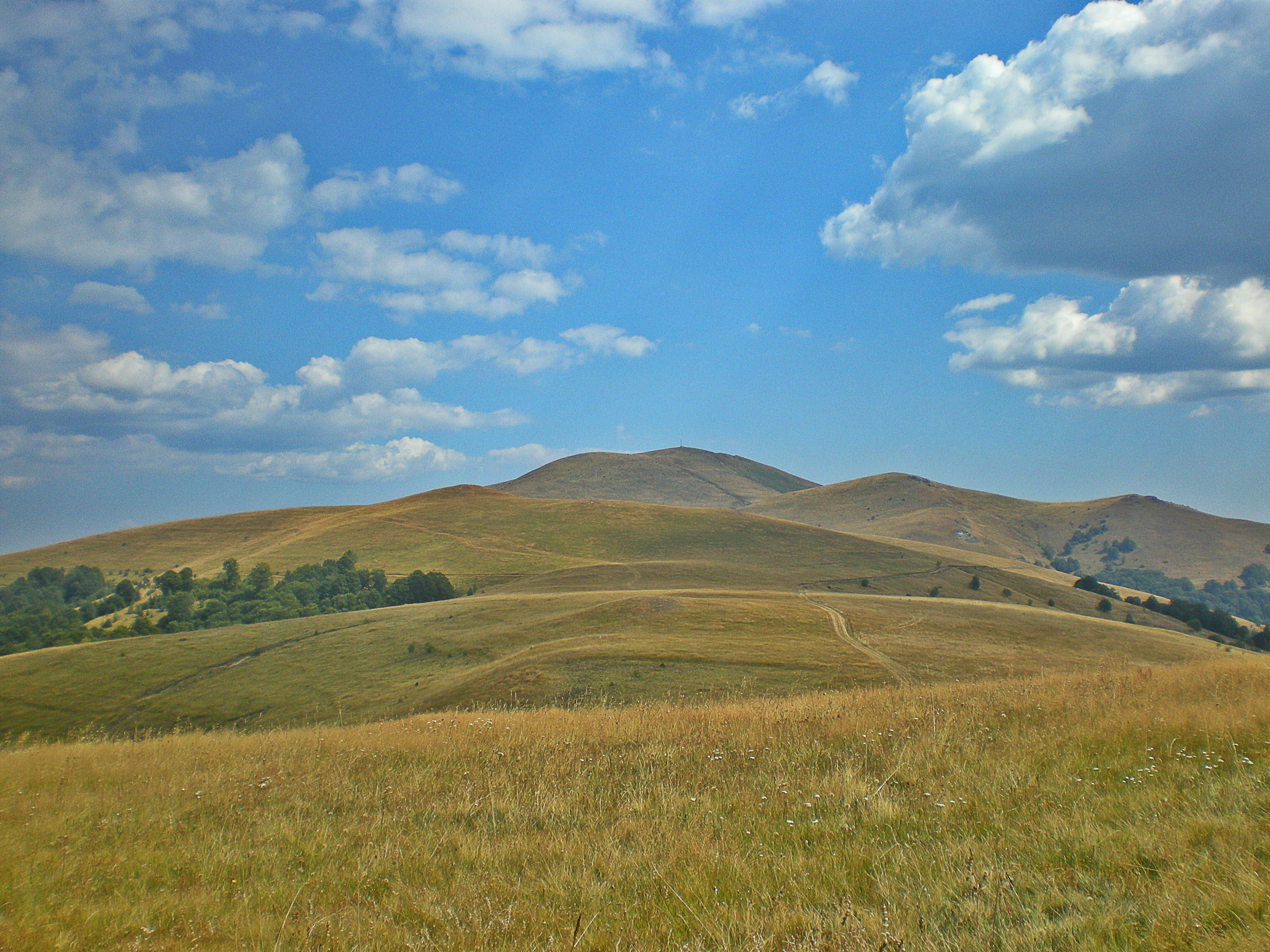

杜卡特山是塞爾維亞的山峰，位於該國東南部，鄰近博西萊格勒，海拔高度1,881米，山體由頁岩和花崗岩組成，每年平均降雨量1,026毫米。